# Natanz
Natanz (em persa: نطنز) é uma cidade da província de Isfahan, no Irã, servindo como capital do condado e do distrito de mesmo nome.

## Demografia
De acordo com o Censo Nacional, a população da cidade era de 12.060 habitantes em 3.411 domicílios em 2006. Em 2016, a população da cidade era de 14.122 pessoas em 4.564 domicílios.

## Instalação nuclear
Em 2002, o NCRI expôs a existência de uma instalação de enriquecimento de urânio na cidade, levantando preocupações sobre o programa nuclear do Irã.
O enriquecimento de urânio na usina foi interrompido em julho de 2004 durante negociações com países europeus. Em 2006, o Irã anunciou que retomaria o enriquecimento de urânio. Em setembro de 2007, o governo iraniano anunciou que havia instalado três centrífugas em Natanz. Em 2010, a Agência Internacional de Energia Atómica (AIEA) foi informada pelo governo iraniano de que os futuros programas de enriquecimento iniciariam em março de 2011.
Em Janeiro de 2013, Fereydoun Abbasi da Organização de Energia Atómica do Irã afirmou: "Daremos continuidade ao eneiquecimento a 20 por cento em Fordo e Natanz para satisfazer as nossas necessidades".
Em 28 de Outubro de 2020, a AIEA divulgou imagens de satélite reconhecendo que o Irão tinha iniciado a construção de uma central subterrânea perto da sua instalação nuclear em Natanz. Em março de 2021, o Irão reiniciou enriquecimento de urânio na instalação de Natanz com um terceiro conjunto de centrifugadoras nucleares avançadas, numa série de violações do extinto acordo nuclear de 2015.
Em 2025, a Reuters relatou que explosões ocorreram na área durante o ataque ao Irã de junho de 2025 por Israel.

## Geografia
Natanz está localizada a 70 km a sudeste de Caxã e a 120 km a nordeste de Isfahan. Sua altitude é de 1.637 metros acima do nível do mar. A distância entre Teerã e Natanz é de 326 km.[carece de fontes?]

### Clima
A temperatura média em Natanz é de 15,5 graus Celsius e a precipitação média anual é de 195 mm.
| Dados climáticos para Natanz (1992-2005) | Dados climáticos para Natanz (1992-2005) | Dados climáticos para Natanz (1992-2005) | Dados climáticos para Natanz (1992-2005) | Dados climáticos para Natanz (1992-2005) | Dados climáticos para Natanz (1992-2005) | Dados climáticos para Natanz (1992-2005) | Dados climáticos para Natanz (1992-2005) | Dados climáticos para Natanz (1992-2005) | Dados climáticos para Natanz (1992-2005) | Dados climáticos para Natanz (1992-2005) | Dados climáticos para Natanz (1992-2005) | Dados climáticos para Natanz (1992-2005) | Dados climáticos para Natanz (1992-2005) |
| Mês                                      | Jan                                      | Fev                                      | Mar                                      | Abr                                      | Mai                                      | Jun                                      | Jul                                      | Ago                                      | Set                                      | Out                                      | Nov                                      | Dez                                      | Ano                                      |
| ---------------------------------------- | ---------------------------------------- | ---------------------------------------- | ---------------------------------------- | ---------------------------------------- | ---------------------------------------- | ---------------------------------------- | ---------------------------------------- | ---------------------------------------- | ---------------------------------------- | ---------------------------------------- | ---------------------------------------- | ---------------------------------------- | ---------------------------------------- |
| Média diária °C (°F)                     | 2.1 (35.8)                               | 4.4 (39.9)                               | 8.5 (47.3)                               | 15.0 (59)                                | 19.7 (67.5)                              | 25.4 (77.7)                              | 28.2 (82.8)                              | 27.7 (81.9)                              | 23.4 (74.1)                              | 17.0 (62.6)                              | 9.5 (49.1)                               | 4.6 (40.3)                               | 15.46 (59.83)                            |
| Média precipitação mm (pol.)             | 34.0 (1.339)                             | 23.2 (0.913)                             | 43.3 (1.705)                             | 28.6 (1.126)                             | 19.8 (0.78)                              | 2.1 (0.083)                              | 0.5 (0.02)                               | 0.9 (0.035)                              | 0.1 (0.004)                              | 5.6 (0.22)                               | 16.6 (0.654)                             | 20.6 (0.811)                             | 195.3 (7.69)                             |
| Média de dias ensolarados                | 3.6                                      | 2.6                                      | 1.3                                      | 0                                        | 0                                        | 0                                        | 0                                        | 0                                        | 0                                        | 0                                        | 0.1                                      | 1.9                                      | 9.5                                      |
| Média umidade relativa (%)               | 57                                       | 47                                       | 42                                       | 37                                       | 31                                       | 21                                       | 22                                       | 18                                       | 21                                       | 31                                       | 45                                       | 55                                       | 35.6                                     |
| Fonte: IRIMO                             |                                          |                                          |                                          |                                          |                                          |                                          |                                          |                                          |                                          |                                          |                                          |                                          |                                          |